# نخلک آمریکای مرکزی
نخلک آمریکای مرکزی (نام علمی: Sabal mauritiiformis) نام یک گونه از سرده نخلک‌ها است.